# Costantino Tornicio
Costantino Tornike o Tornikios (in greco Κωνσταντῖνος Τορνίκης/Τορνίκιος?; fl. XII-XIII secolo) è stato uno dei più alti ufficiali durante il regno dell'imperatore bizantino Alessio III Angelo (r. 1195-1203).

## Biografia
Era un discendente della dinastia dei Tornike, di origine armena o georgiana. Suo padre, Demetrio Tornike, era un importante funzionario che divenne logothetes tou dromou (logoteta postale, in pratica ministro degli esteri), carica che occupò ininterrottamente dal 1191 circa fino alla sua morte.
Costantino viene menzionato per la prima volta come coinvolto nei disordini scoppiati nella capitale imperiale, Costantinopoli, alla fine del 1198 o 1199. In origine, la folla protestava contro i reati del capo della prigione della capitale (il praetorium), Giovanni Lagos, ma ben presto si trasformò in una vera e propria ribellione contro Alessio III, che dovette essere repressa nel sangue. All'epoca Costantino era eparca (governatore) della capitale. Nel 1200 o 1201, dopo la morte del padre, Costantino gli succedette come logothetes tou dromou per un paio d'anni, prima di essere sostituito da Niceta Coniata.
Il figlio di Costantino, anch'egli di nome Demetrio, divenne mesazon (ministro capo) dell'Impero di Nicea, e suo nipote Costantino fu nominato all'alta crica di sebastocratore.